# Trugberg
Trugberg es una montaña de los Alpes berneses, situada al sur del Mönch en el cantón de Valais, Suiza. Está situado encima de la Konkordiaplatz donde el névé de la Jungfraufirn en el lado oeste y el Ewigschneefeld en el lado este convergen para formar el glaciar Aletsch. Los derrubios que se acumulan a ambos lados de la montaña forman una de las dos morrenas supraglaciales importantes del glaciar de Aletsch.
Durante su ascenso al Jungfrau en 1841, un grupo de alpinistas y geólogos que investigaban los glaciares bereneses, entre los que se encontraban Pierre Jean Édouard Desor y Louis Agassiz, pensaron durante un tiempo que el Trugberg, que ocultaba el Jungfrau, era su destino (lo contó Desor en su libro  Excursions et Séjours dans les Glaciers). Finalmente, se dieron cuenta de su error y decidieron llamar a la montaña Trugberg, que significa montaña Engañosa.
La montaña Trugberg fue escalada por primera vez el 13 de julio de 1871 por el doctor Emil Burckardt de Basilea, con los dos guías locales Peter Egger y Peter Schlegel. La ruta que tomaron fue por el flanco este.